# Alfredo Comandini
Antonio Alfredo Comandini (Faenza, 5 dicembre 1853 – Milano, 9 luglio 1923) è stato un giornalista e politico italiano, direttore politico del «Corriere della Sera» tra il settembre 1891 e il novembre 1892.

## Biografia

### Formazione
Quando nasce (da Federico Comandini - e Clementina Bonini), Faenza fa parte dello Stato pontificio; suo padre, il cesenate Federico Comandini, in carcere per cospirazione, non può vederlo subito. Alfredo vive l'infanzia a Cesena dove comincia a dedicarsi all'attività politica. È giovane segretario della Consociazione repubblicana sino al 1872, quando decide di trasferirsi a Roma per studiare Giurisprudenza.
Il 2 agosto 1874 Comandini partecipa a una riunione repubblicana a Villa Ruffi, presso Rimini. Tra i convenuti vi sono Aurelio Saffi (già triumviro della Repubblica Romana del 1849), e il futuro Presidente del Consiglio, Alessandro Fortis. La polizia fa irruzione, arrestando ventotto partecipanti. Comandini è il più giovane arrestato.
Il 18 dicembre 1883 è iniziato in Massoneria nella Loggia La Ragione di Milano e il 12 gennaio 1884 diviene Maestro massone.

### Attività giornalistica
La sua passione politica lo porta ad entrare nel mondo del giornalismo come corrispondente da Roma (1876). Nel 1879, a soli 26 anni, è chiamato a dirigere a Vicenza «Il Paese» (1876-79); poi passa, sempre come direttore, all'«Adige» di Verona (1880-1883).
Trasferitosi a Milano, nel 1883 dirige «La Lombardia», che riesce a trasformare da giornale ormai in declino in un organo di stampa vivace e combattivo. Otto anni dopo, il 1º settembre 1891, viene chiamato da Eugenio Torelli Viollier (fondatore e direttore del «Corriere della Sera») ad affiancarlo alla guida del quotidiano milanese come direttore politico. Viollier sta cercando da qualche tempo chi lo possa sostituire. Ma Comandini rimane per poco tempo alla guida del Corriere poiché nel 1892 accetta la candidatura al Parlamento che gli viene offerta dal Circolo democratico costituzionale di Cesena. Comandini viene eletto e deve così lasciare il posto da direttore politico, in quanto Torelli Viollier non gli consente di mantenere entrambe le cariche. Accetta però di continuare a collaborare con il quotidiano milanese come commentatore politico da Roma.
Alla Camera dei deputati, Comandini, diventato ormai moderato e costituzionale, siede nel gruppo di Sidney Sonnino. Il gabinetto Sonnino cade appena un anno dopo e Comandini non viene rieletto alle successive elezioni. Tenta, aiutato da Sonnino (che è nuovo ministro del Tesoro), di dare vita a Milano ad un nuovo quotidiano, il «Corriere del Mattino» (in polemica col Corriere della Sera), ma il tentativo si conclude con un insuccesso. Viene chiamato a dirigere «La Sera». Nel 1898 cerca di dare vita ad un nuovo quotidiano, «Il Piccolo indipendente» (di tendenza radicale), ma anche questa iniziativa non ha fortuna. Dopo due cocenti fallimenti così ravvicinati, Comandini decide di abbandonare il giornalismo attivo.

### Studioso e storico
Abbandonato il giornalismo militante, Comandini decide di dedicarsi alla stesura di monografie e saggi storici. Esordisce nel 1898 con una monografia sulle Cospirazioni di Romagna e Bologna: una raccolta delle memorie del padre, Federico Comandini, e di altri patrioti. Due anni dopo, nel 1901 pubblica il primo volume della sua opera fondamentale, L'Italia nei cento anni del secolo XIX.

Entrato nella casa editrice Fratelli Treves, assume l'incarico di redattore capo dei «Libri del Giorno» e della prestigiosa «Illustrazione Italiana» (tra il 1905 e il 1916), sulle cui colonne scrive anche sotto lo pseudonimo Spectator.
Muore a Milano il 9 luglio 1923 dopo una lunga malattia; viene sepolto al Cimitero Maggiore di Milano; i resti sono poi stati tumulati in una celletta.

## Opere

### Saggi e studi
- 1899: Cospirazioni di Romagna e Bologna nelle memorie di Federico Comandini e di altri patrioti del tempo: 1831-1857, Zanichelli;
- L'Italia nei cento anni del secolo XIX giorno per giorno illustrata, Vallardi. (Si tratta di un diario della storia d'Italia, dove sono registrati i fatti accaduti giorno per giorno dal 1º gennaio 1801 al 31 dicembre 1900. L'autore scomparve nel 1923 quando era giunto solamente all'anno 1861. Per iniziativa dell'editore Vallardi, l'opera fu completata dal prof. Antonio Monti)
- 1909: Storia dell'unità italiana, ossia, Storia politica dell'Italia dal 1814 al 1871, con Bolton King, Fratelli Treves;
- 1912: Commemorazioni italiche, Fratelli Treves;
- 1922: Il Principe Napoleone nel Risorgimento italiano, Fratelli Treves.

### Inchieste giornalistiche
Del Comandini giornalista rimangono: 
- la memorabile inchiesta come inviato in Sicilia per il «Corriere della Sera» in occasione dei gravi disordini che nel 1894 scoppiarono nell'isola;
- la serie di articoli Cose di Romagna - La questione Cipriani (su Amilcare Cipriani). Si tratta di dieci articoli usciti nel 1887 sulle colonne de «La Lombardia», il quotidiano di cui Comandini fu direttore. (versione digitalizzata)

### Traduzioni
- Bolton King[8], Storia per l’unità italiana ossia Storia politica dell’Italia dal 1814 al 1871 / tradotta dall’inglese da Alfredo Comandini, Milano: Fratelli Treves, 1909.